# عد وردي
العد الوردي أو وردية الوجه أو حب الشباب الوردي (بالإنجليزية: Rosacea)‏
مرض شائع مزمن، يكون أكثر شيوعاً عند النساء في الفترة العمرية بين 20_40 سنة، يظهر في الوجه ويتميز بسطوح حمامية وإصابات عدية الشكل وبتوسع في الشعيرات الدموية 

## نبذة
العد الوردي ويسمى أيضاً الوردية ووردية الوجه هو مرض جلدي مزمن يتميز باحمرار الوجه وتواجد أوعية دموية متمددة صغيرة وسطحية على جلد الوجه وحطاطات وبثور وانتفاخ. يؤثر العد الوردي على كل الأعمار ولديها أربعة أنواع فرعية ثلاثة منها تؤثر على الجلد والرابعة تؤثر على العينين (النوع العيني). الحالات المتروكة بدون علاج ستسوء مع الوقت. العلاج على شكل الستيرويدات الموضعية يمكن أن تؤدي إلى تفاقم الحالة.
يؤثر العد الوردي بشكل أساسي على الأشخاص الذين من الأصل الأوروبي الشمالي الغربي والملقبين بلعنة الكلت من قبل بعض البريطانيين والإرلنديين. على الرغم من هذا البحث تم مؤخرا الاستجواب حول هذا الموضوع. يؤثر العد الوردي على كلا الجنسين لكن غالبا يكون أكثر شيوعا بثلاث مرات في النساء. يكون العد الوردي بشكل شائع في الأشخاص الذين أعمارهم بين 30-50 سنة وهي أكثر شيوعا في الأشخاص قوقازي الأصل.
يبدأ العد الوردي كاحمرار في وسط الوجه وفوق الخدين والأنف والجبهة ولكن يمكن أن يؤثر على الرقبة والصدر والأذنين وفروة الرأس بشكل أقل شيوعا.
في بعض الحالات تظهر علامات إضافية مثل الاحمرار شبه الدائم وتوسع الشعيرات(توسع في الأوعية الدموية السطحية على الوجه) وحطاطات مقببة حمراء وبثور، وعيون حمراء رملية، الشعور بالحرق واللذع، وفي بعض الحالات المتقدمة يتطور عرض الأنف الأحمر المفصص (فيمة الأنف).

## الأسباب
السبب الدقيق للعد الوردي غير معروف. تلعب المحفزات التي تسبب نوبات التهيج الاحمراري دورا في تطور العد الوردي. التعرض لدرجات الحرارة القصوى والتمارين الرياضية القاسية وحرارة أشعة الشمس وحروق الشمس الشديدة والضغط والقلق والرياح الباردة والتحرك من بيئة دافئة أو ساخنة إلى أخرى باردة كالمحلات التجارية والمكاتب الدافئة أثناء الشتاء كلها من الممكن أن تسبب تهيج الوجه. بعض الأطعمة والأشربة من الممكن أن تحفز التهيج مثل الكحول والأطعمة والأشربة التي تحتوي على الكافيين (خصوصا الشاي الساخن والقهوة)، والطعام الغني بالهستامينات والطعام الحار.
من المعروف أن الأدوية والمهيجات الموضعية تحفز توهج العد الوردي. بعض علاجات حب الشباب والتجاعيد سجلت كمسبب للعد الوردي تشمل المايكروديرمابريجين والمقشرات الكيميائية وكذلك الجرعات العالية من الأيزوتريتينوين والبندول وبيروكسايد والتريتنوين. تحفز الستيرويدات العد الوردي بحيث يسمى العد الوردي الذي تسببه الستيرويدات الموضعية والأنفية (العد الوردي الستيرويدي). توصف هذه الستيرويدات للالتهاب الجلدي الدهني. يجب أن تقلل الجرعات بشكل تدريجي وعدم توقفها بشكل مفاجئ وفوري لمنع التهيج.

### كاثليسيدينات
لاحظ ريتشارد جالو وزملائه في الوقت الحالي أن المرضى الذين يعانون من العد الوردي لديهم مستويات عالية من ببتيد الكاثليسيدين المضاد للميكروبات ومستويات عالية من الإنزيمات التربسينية لطبقة القرنية(SCTEs). استخدمت المضادات الحيوية في الماضي لمعالجة العد الوردي لكنها تعمل فقط بسبب تثبيطها لبعض هذه الإنزيمات(SCTEs) 

### العث الدودي
كشفت دراسات للعد الوردي والعث الوردي أن بعض المرضى المصابين بالعد الوردي لديهم زيادة في عدد العث، خصوصا المرضى المصابين بالعد الوردي الستيرويدي. عندما يتواجد عدد كبير من العث الدودي فإنه من الممكن أن يلعب دور مع المحفزات الأخرى. في الحالات الأخرى يعتبر داء الدويديات (الجرب) حالة منفصلة من الممكن أن تظهر كهيئة شبيهة بالعد الوردي. من الممكن أن يُشمل العث الدودي في تسبب العد الوردي كما وضع نظريا أن ذلك يحدث بسبب تفاعل البكتيريا مع براز العث. [بحاجة لمصدر طبي]

### البكتيريا المعوية
أُثبت أن النمو الزائد لبكتيريا الأمعاء المعوية الدقيقة لديها انتشار أكبر في مرضى العد الوردي وأدى القضاء عليها إلى تحسين الجلد في دراستين، وفي المرضى الذين يمتلكون نتائج سلبية للنمو الزائد للبكتيريا المعوية فإن العلاج بالمضادات الحيوية ليس لديه تأثير على جروح الجلد. قد يوحي فعالية القضاء على النمو الزائد للبكتيريا في الأمعاء الدقيقة في مرضى العد الوردي بأن هذه البكتيريا قد تلعب دورا في تسبب إصابات العد الوردي.

## التشخيص

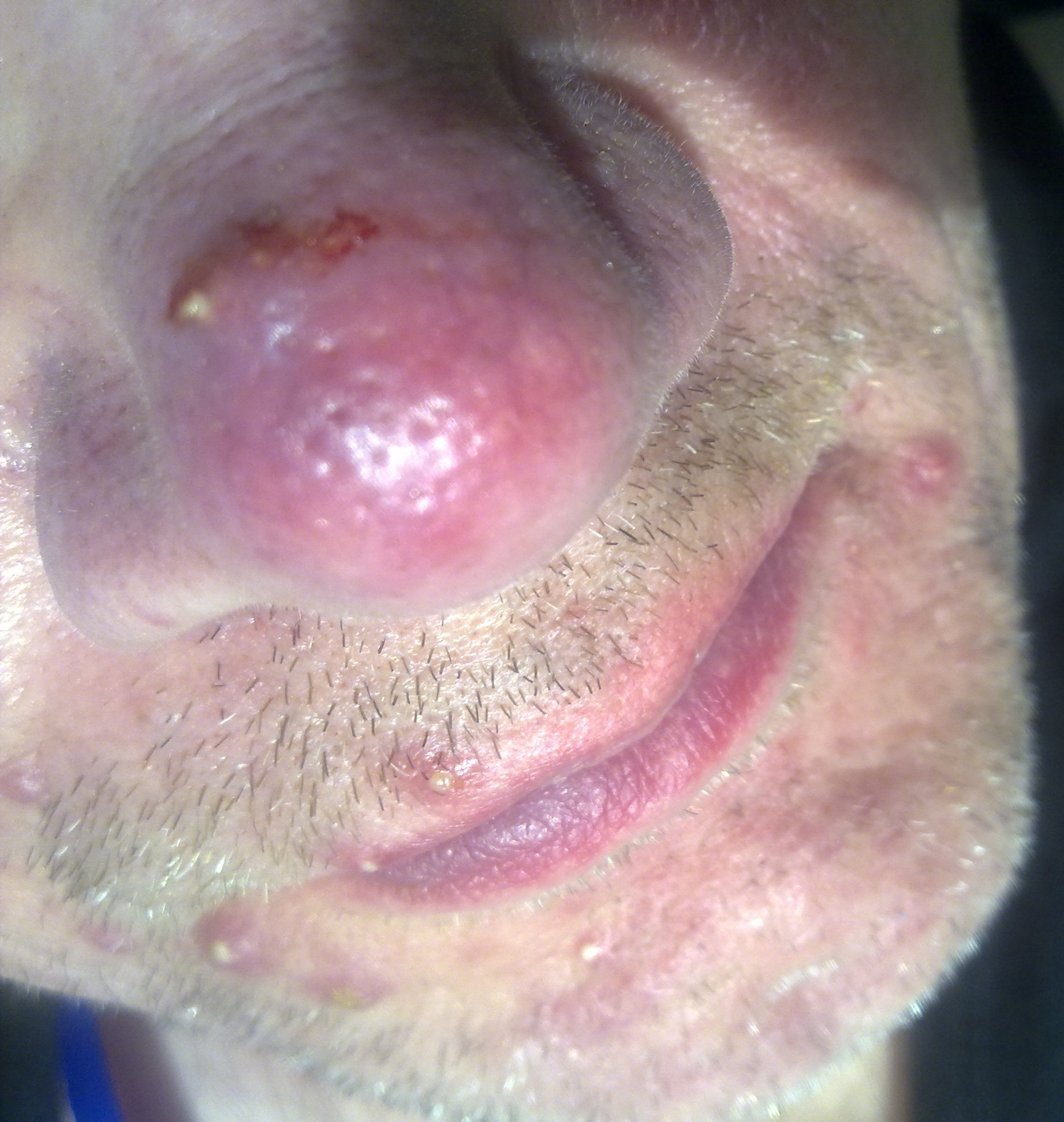
الشباب للعد الوردي على الوجه

لدى معظم المرضى المصابين بالعد الوردي إحمرار طفيف ولم يقوموا بتشخيصه أو علاجه بشكل رسمي. لا يوجد اختبار فردي خاص للعد الوردي.
في الكثير من الحالات يعتبر الفحص البصري البسيط من قبل شخص متدرب كافي للتشخيص، في الحالات الأخرى فعليا عندما تكون البثور والاحمرار موجود في أماكن أقل انتشارا من الوجه فإن تجربة العلاجات الشائعة مفيد في التأكد من التشخيص المشتبه به. هذا المرض من الممكن أن يختلط بينه وبين ما يتواجد مع حب الشباب و/ أو التهاب الجلد الدهني. وجود الطفح الجلدي على فروة الرأس أو الأذنين يقترح تشخيص مختلف أو متواجد في نفس الوقت للعد الوردي حيث يكون التشخيص بشكل أساسي هو تشخيص وجهي، مع ذلك من الممكن أن يظهر أحيانا في مناطق أخرى.

### التصنيف

مناطق الإصابة بالعد الوردي

هناك أربعة أنواع فرعية للعد الوردي تم تحديدها،  ومن الممكن أن يصاب المريض بأكثر من نوع: 176
- العد الوردي الاحمراري المتعلق بالشعيرات المتوسعة (اريثيماتو تيلانجيكتاتيك" ETR")

يتميز بالاحمرار المستمر (حمامي) مع قابلية للتهيج والاحمرار بشكل سهل. ومن الشائع فيه أيضا رؤية شعيرات دموية متوسعة صغيرة بالقرب من سطح الجلد واحتمالية الشعور باحتراق شديد ولذع أو حكة. الناس المصابين بهذا النوع لديهم جلد حساس، ومن الممكن أن يصبح الجلد جاف جدا ومتقشر. بالإضافة إلى الوجه من الممكن أن تظهر العلامات أيضا على الأذنين والرقبة والصدر وأعلى الظهر وفروة الرأس.
- العد الوردي الحطاطي البثري: يتميز ببعض الإحمرار الدائم مع نتوءات (حطاطات) بعضها مملوء بالقيح (بثور) من الممكن أن تبقى 1-4 أيام أو أطول، تكون العلامات متنوعة بشكل كبير). هذا النوع من الممكن أن يختلط به بسهوله مع حب الشباب.
- العد الوردي نوع فايماتوس: هذا النوع يرتبط بشكل شائع جدا بـــ فيمة الأنف. تشمل العلامات سماكة في الجلد وندب عقدية غير منتظمة السطح وتكبير في حجم الأنف. من الممكن أن يؤثر هذا النوع أيضا على الذقن (ناثوفيما) والجبهة (ميتوفيما) والخدين والجفون (بليفاروفيما) والأذنين (أتوفيما).[19] من الممكن أن يوجد أوعية دموية صغيرة مرئية بالقرب من سطح الجلد (الشعيرات المتوسعة).
- العد الوردي العيني: يؤثر هذا النوع على العيون والجفون بحيث تظهر حمراء نتيجة لتوسع الشعيرات الدموية ويحدث التهاب ومن الممكن أن يشعر المريض بجفاف وتهيج وترمل بالعيون. تشمل الأعراض الأخرى للعد الوردي العيني الأحساس بجسم غريب وحكة واحتراق ولذع وحساسية للضوء.[20] من الممكن أن تصبح العينين أكثر عرضة للإصابة بالعدوى. ما يقارب نصف المرضى المصابين بالأنواع الثلاثة الأولى لديهم أعراض في العينين أيضا. الرؤية الضبابية وفقدان البصر من الممكن أن يحدثا إذا تأثرت القرنية.[20]

هناك عدد من المتغيرات في العد الوردي وتشمل: 686
1. تقيح جلد الوجه (يسمى أيضا بالعد الوردي الصاعق[21]) وهو مرض كروي الشكل عقدي يظهر فجأة على الوجه.[21][22]
2. العد الوردي المكبب: وهو نوع شديد يظهر تفاعل يشبه حب الشباب المكبب مع خراج عقدي نزفي ولويحات متورمة.[21]
3. العد الوردي نوع فايماتوس: وهو مرض جلدي يتميز بنمو زائد في الغدد الدهنية.[22] «فيما» هي كلمة يونانية للتورم والكتل والبصيلات، وهذه ممكن أن تحدث في أماكن متنوعة من الوجه والأذنين ارتباطا مع العد الوردي.:[21] 693

## العلاج
علاج العد الوردي تختلف اعتمادا على شدته ونوعه. النهج المعتمد على النوع لعلاج مرضى العد الوردي ينصح بمراجعة طبيب مختص بالأمراض الجلدية. الحالات الطفيفة غالبا لا تعالج كليا أو تغطى ببساطة بمستحضرات التجميل العادية. العلاج المستخدم لعلاج العد الوردي ليس علاجا كليا ويفضل أن نقول أنه علاج لتقليل من كمية احمرار الوجه والجروح الملتهبة، وتقليل عدد ومدة وشدة التهيج، وما يصاحب ذلك من أعراض الحكة والحرق وترقق الجلد. الطريقتان الأساسيتان في علاج العد الوردي هما المضادات الحيوية الموضعية والفموية. العلاج بالليزر صنّف أيضا كنوع من العلاج. تخفف الأدوية الاحمرار مؤقتا لبضع أسابيع ويعود الاحمرار عادة في وقت قصير بعد توقف العلاج. العلاج طويل الأمد عادة يكون لمدة سنة أو سنتين ينتج من تحكم دائم للحالة في بعض المرضى. العلاج لمدى الحياة غالبا يكون ضروري بالرغم من ذلك بعض الحالات تتحسن بعد فترة زمنية وتدخل في مرحلة الشفاء الدائم.

### السلوك
الامتناع عن الأشياء التي تزيد الحالة سوءاً. منع المحفز من الممكن أن يساعد في تقليل ظهور العد الوردي لكن وحده ليس بالعادة أن يؤدي للعلاج باستثناء الحالات الطفيفة. يوصى في بعض الأحيان بالاحتفاظ بمفكرة تساعد في تحديد وتقليل الأطعمة والمشروبات الغازية المحفزة. لأن أشعة الشمس هي المحفز الأكثر شيوعا فإن الامتناع عن التعرض المفرط لأشعة الشمس يوصى به بشكل كبير. يستفيد بعض الأشخاص الذين يعانون من العد الوردي من الاستخدام اليومي الواقي للشمس.
من الخيارات الأخرى ارتداء القبعات ذو الحواف العريضة. الضغط النفسي من الممكن أيضا أن يحفز العد الوردي مثل أشعة الشمس. الأشخاص الذين يصابون بالتهابات بالجفون عليهم ممارسة النظافة المتكررة للجفن. يناقش حاليا منشور كيفية السيطرة على أحداث ما قبل التحفيز مثل التعرض لمدة زمنية طويلة للبيئات الباردة من الممكن أن تؤثر بشكل مباشر.

### الأدوية
الأدوية التي لها أدلة جيدة تشمل الايفيرمكتين وكريم الأزيلاك أسيد والبرايمونيدين والدوكسيسايكلين والأيزوتريتينوين المتناولة عن طريق الفم. الأدوية المدعومة بأدلة أقل هي كريم الميترونيدازول والتيتراسايكلين المتناولة فمويا. يعتقد أن الميترونيدازول يعمل من خلال الآليات المضادة للالتهاب بينما الأزيلاك أسيد يعتقد أنه يقلل من إنتاج الكاثليسيدين. تستخدم المضادات الحيوية الفموية لنوع التيتراسايكلين مثل الدوكسيسايكلين والأوكسيتتراسايكلين أيضا بشكل شائع ويعتقد بأنه يقلل جروح الحطاطات البثرية من خلال تأثيرات مضادة للالتهابات بدلا من قدرتها المضادة للبكتيريا. استخدام قشور حمض الألفا هيدروكسي من الممكن أن يساعد في تخفيف الاحمرار الناتج من التهيج ويخفف البثور والحطاطات المرتبطة مع العد الوردي. من الممكن أن تساعد المضادات الحيوية الفموية على تخفيف أعراض العد الوردي العيني. إذا استمرت الحطاطات والبثور فإن الأيزوتريتينوين فمن الممكن أن يوصف في بعض الأوقات. الاحمرار والتهيج اللذان يصاحبان العد الوردي فإنهما يعالجان عادة باستخدام التطبيق الموضعي لمنبهات ألفا مثل البرايمونيدين وبشكل أقل شيوعا الأوكسيميتازولين أو الزايلوميتازولين.

### الليزر

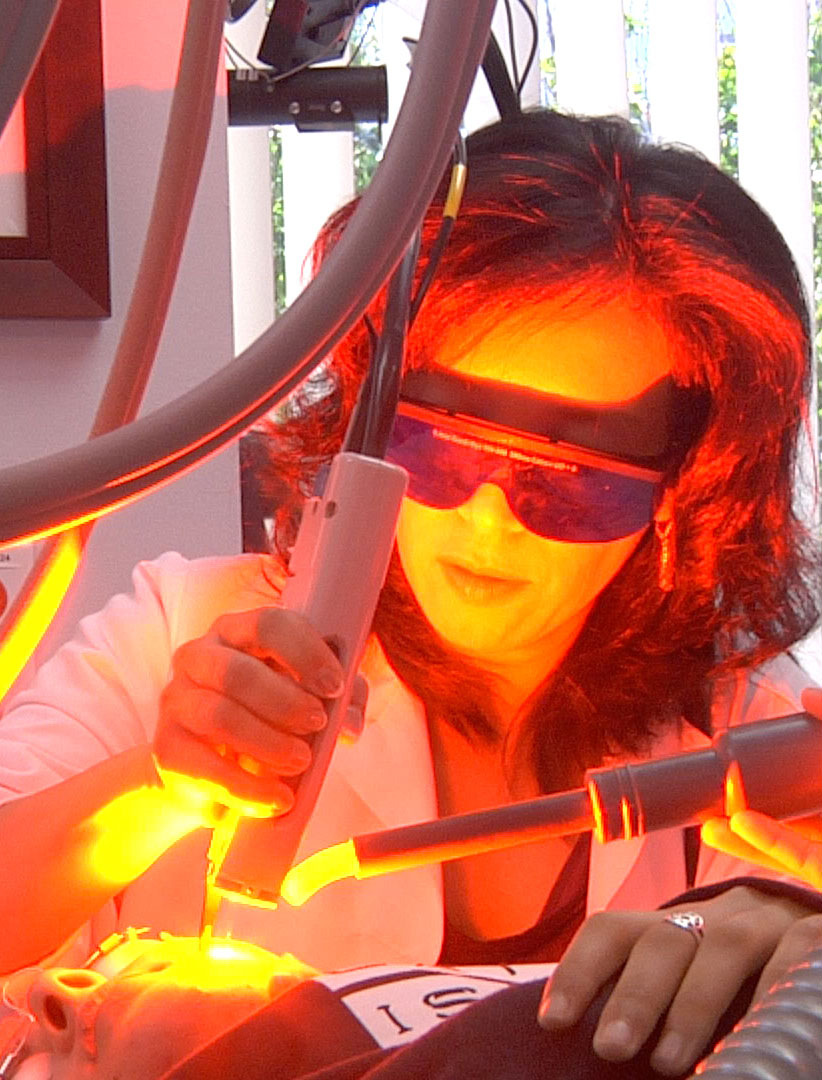
العلاج بالليزر للعد الوردي باستخدام ليزر بإشعاع V.

آلات الليزر للأوعية الدموية الجلدية (طول موجي واحد) أو الضوء النبضي المكثف (طيف واسع) تعد نوع من أفضل أنواع العلاجات للعد الوردي وبشكل فعلي الحُمامي (الاحمرار) للجلد. تستخدم هذه الآلات ضوء يخترق البشرة لكي تصل إلى الشعيرات الدموية في طبقة الأدمة للجلد. يمتص الضوء من قبل الهيموغلوبين المؤكسد فيسخن مما يؤدي إلى تسخين الشعيرات الدموية لدرجة حرارة 70°س (158ف) مما يعرضها للتلف مسببة في امتصاصهم من قبل آلية المناعة الطبيعية للجسم. مع عدد كافٍ من العلاجات هذه الطريقة من الممكن أن تقضي على الاحمرار معا من خلال زيادة المدة الزمنية للعلاجات سيكون ضروريا لإزالة الشعيرات الدموية المتكونة جديدا. يُستخدم ليزر ثاني أكسيد الكربون لإزالة النسيج الزائد الناتج من العد الوردي الفايماتوس. يبعث ليزر ثاني أكسيد الكربون طول موجي يمتص مباشرة من قبل الجلد. يمكن أن يركز شعاع الليزر في طوق رقيق يستخدم كمشرط أو يشتت التركيز ويستخدم لتبخير الأنسجة. يُستخدم أيضا علاجات الضوء قليل المستوى لعالج العد الوردي. من الممكن أن يستخدم الفوتوريجوفيناشن لتحسين مظهر العد الوردي وتقليل الاحمرار المرتبط بالعد الوردي.

## الحالات البارزة
من المشاهير المصابين بالعد الوردي:
- مارغريت بوبونيش
- ميج كابوت
- ماريا كاري[34]
- بيل كلينتون[35]
- كريستينا فرنانديز دي كيرشنر[35]
- ليزا فولكنر[36]
- السير اليكس فيرغسون[37]
- دبليو سي فيلدز[35]
- ديان كروغر[38]
- مورغان[39]
- سينثيا نيكسون[40]
- روزي أودونيل[41]
- كارول سميلي[42]
- لوسيوس كورنيليوس سولا[43]
- ديتا فون تيسي[44]
- ريكي ويلسون[45]
- فويسلاف شيشيلي
- سام سميث (المغني)